# 埃里克·古铁雷斯
埃里克·古铁雷斯（西班牙語：Érick Gutiérrez，1995年6月15日—），墨西哥男子足球运动员，司职中场。現效力於墨西哥足球超級聯賽球隊瓜達拉哈拉。墨西哥國家足球隊成員。他曾代表墨西哥参加2018年和2022年国际足联世界杯，其中2018年世界杯止步十六强，2022年世界杯则止步小组赛阶段。